# Liste der Brücken über die Simme
Die Liste der Brücken über die Simme enthält die Simme-Brücken von der Quelle in Siebenbrunnen bis zur Mündung unterhalb Wimmis in die Kander.

## Brückenliste
87 Übergänge überspannen den Fluss: 57 Strassen- und Feldwegbrücken, 24 Fussgänger- und Velobrücken, drei Rohrträgerbrücken, zwei Eisenbahnbrücken und eine Tunnelüberquerung.

### Lenkim Simmental
27 Brücken überspannen den Fluss in der höchstgelegenen Gemeinde im Simmental.
| Bild | Name                            | Ort      | Lage | Funktion                                                                     | Konstruktion | Material | Länge in m | Höhe m ü. M. | Bemerkungen |
| ---- | ------------------------------- | -------- | ---- | ---------------------------------------------------------------------------- | ------------ | -------- | ---------- | ------------ | --- |
|      | Siebenbrunnen-Steg              | Rezlialp |      | Fussgängerbrücke                                                             | Balkenbrücke | Holz     | 7          | 1409         | Holzbrücke mit talseitigem Geländer Die Simmenquelle entspringt oberhalb der Brücke. Eine Felsspalte mit sieben Quellen bildet der Ursprung der Simme. |
|      | Unbenannter Steg                | Rezlialp |      | Fussgängerbrücke                                                             | Balkenbrücke | Holz     | 10         | 1399         | Metallschranken dienen als Durchfahrtssperre. Übergang ist nicht behindertengerecht (Treppenstufen). Wanderland-Route 316 Siebenbrunnen-Weg (Lenk, Simmenfälle–Lenk, Iffigenalp) Bergwanderweg                                                                                                  |
|      | Langerweg-Brücke                | Rezlialp |      | Feldwegbrücke                                                                | Balkenbrücke | Holz     | 8          | 1383         | Holzbrücke ohne Geländer |
|      | Birgweg-Brücke                  | Lenk     |      | Feldwegbrücke                                                                | Balkenbrücke | Stahl    | 11         | 1285         | Brücke ohne Geländer mit Holzfahrbahn Höchstgewicht 2 t |
|      | Barbarabrücke                   | Lenk     |      | Fussgängerübergang                                                           | Wehr         | Stein    | 28         | 1233         | Nicht die Simme überquerend, dient die Barbarabrücke bzw. der Damm beim Wasserfall als Wehr zur Umlenkung der jungen Simme. Gute Sicht auf die rund 200 m hohen Simmenfälle vom Übergang auf der Wehrkrone.                                                                                     |
|      | Messstation-Steg                | Lenk     |      | Fussgängerbrücke                                                             | Balkenbrücke | Stahl    | 16         | 1102         | Die hydrometrische Messstation Simme - Oberried / Lenk (2219) vom Bundesamt für Umwelt (BAFU) befindet sich bei der Brücke. Privater Übergang mit abschliessbarem Metalltor auf der rechten Flussseite.                                                                                         |
|      | Unbenannte Brücke               | Lenk     |      | Feldwegbrücke                                                                | Balkenbrücke | Stahl    | 9          | 1096         | Stahlbrücke mit Holzfahrbahn Langlaufen-Route 142 Loipe Simmenfälle (Lenk–Lenk) |
|      | Langlauf-Steg                   | Lenk     |      | Langlaufübergang                                                             | Balkenbrücke | Holz     | 11         | 1088         | Holzbrücke ohne Geländer Der Übergang ist nur im Winter passierbar. |
|      | Unbenannte Brücke               | Lenk     |      | Feldwegbrücke                                                                | Balkenbrücke | Beton    | 9          | 1087         | Allgemeines Fahrverbot: Land- und Forstwirtschaft gestattet Wanderweg |
|      | Unbenannte Brücke               | Lenk     |      | Feldwegbrücke                                                                | Balkenbrücke | Stahl    | 10         | 1081         | Stahlbrücke mit Holzfahrbahn |
|      | Klöpflisbergstrasse-Brücke      | Lenk     |      | Strassenbrücke (einspurig) mit Rohrleitungen an der Brückenseite             | Balkenbrücke | Stahl    | 11         | 1077         | Balkenbrücke mit Holzfahrbahn Wanderweg |
|      | Unbenannte Brücke               | Lenk     |      | Strassenbrücke (einspurig)                                                   | Balkenbrücke | Stahl    | 12         | 1074         | Balkenbrücke mit Holzfahrbahn |
|      | Rohrbrücke (Oberriedstrasse)    | Lenk     |      | Strassenbrücke (zweispurig) mit Rohrleitung an der Brückenseite              | Balkenbrücke | Beton    | 17         | 1073         | Höchstgeschwindigkeit 60 km/h AFA-Buslinien 283 (Lenk–Metschbahnen–Simmenfälle) und 284 (Lenk Metschbahnen–Bahnhof–Lenk Talstation Betelberg) |
|      | Unbenannte Brücke (Kuspo)       | Lenk     |      | Strassenbrücke (zweispurig)                                                  | Balkenbrücke | Beton    | 14         | 1069         | Gebaut ca. 1980 |
|      | Oberriedstrasse-Brücke          | Lenk     |      | Strassenbrücke (zweispurig) mit Trottoir                                     | Balkenbrücke | Beton    | 11         | 1065         | Höchstgeschwindigkeit 50 km/h AFA-Buslinien 283 (Lenk–Metschbahnen–Simmenfälle) und 284 (Lenk Metschbahnen–Bahnhof–Lenk Talstation Betelberg) |
|      | Kronenbrücke (Schulhausstrasse) | Lenk     |      | Strassenbrücke (zweispurig) mit Trottoir und Rohrleitung an der Brückenseite | Balkenbrücke | Beton    | 9          | 1064         | Gebaut ca. 1985 Höchstgeschwindigkeit 50 km/h |
|      | Rawilstrasse-Brücke             | Lenk     |      | Strassenbrücke (zweispurig) mit Trottoirs                                    | Balkenbrücke | Beton    | 7          | 1064         | Höchstgeschwindigkeit 50 km/h AFA-Buslinien 280 (Lenk–Aegerten–Lenk), 282 (Lenk–Alpenrösli–Iffigenalp) und 284 (Lenk Metschbahnen–Bahnhof–Lenk Talstation Betelberg) Mountainbike-Route 1 Alpine Bike (Etappe 14 Adelboden–Zweisimmen) Wanderland-Route 1 Via Alpina (Etappe 15 Adelboden–Lenk) |
|      | Unbenannter Steg                | Lenk     |      | Fussgängerbrücke                                                             | Balkenbrücke | Stahl    | 8          | 1064         | Gebaut 2010er Jahre |
|      | Gässli-Brücke                   | Lenk     |      | Strassenbrücke (zweispurig) mit Trottoir                                     | Balkenbrücke | Beton    | 10         | 1064         | Höchstgeschwindigkeit 50 km/h |
|      | Simmengüetlistrasse-Brücke      | Lenk     |      | Strassenbrücke (zweispurig) mit Trottoir                                     | Balkenbrücke | Beton    | 11         | 1064         | Höchstgeschwindigkeit 50 km/h |
|      | Wallbachbrücke                  | Lenk     |      | Strassenbrücke (zweispurig) mit Trottoir                                     | Balkenbrücke | Beton    | 20         | 1062         | Gebaut ca. 1990 Höchstgeschwindigkeit 50 km/h |
|      | Langlauf-Übergang (seasonal)    | Lenk     |      | Langlaufübergang                                                             | Balkenbrücke | Holz     | 20         | 1055         | Brücke wird im Winter aufgebaut zur Querung einer Langlaufloipe. Langlaufen-Route 146 Loipe Lenk–Zweisimmen (Lenk–St. Stephan–Zweisimmen) |
|      | Unbenannter Steg                | Lenk     |      | Fussgängerbrücke                                                             | Balkenbrücke | Stahl    | 14         | 1049         | Balkenbrücke mit Holzbelag und Holzgeländer Wanderweg |
|      | Sagistrasse-Brücke              | Lenk     |      | Strassenbrücke (zweispurig)                                                  | Balkenbrücke | Beton    | 20         | 1044         | Höchstgeschwindigkeit 50 km/h Langlaufen-Route 146 Loipe Lenk–Zweisimmen (Lenk–St. Stephan–Zweisimmen) |
|      | Unbenannter Steg                | Lenk     |      | Fussgängerbrücke                                                             | Balkenbrücke | Stahl    | 16         | 1041         | Balkenbrücke mit Holzbelag und Holzgeländer |
|      | Schadaulistrasse-Brücke         | Lenk     |      | Strassenbrücke (zweispurig)                                                  | Balkenbrücke | Beton    | 13         | 1031         | Höchstgeschwindigkeit 50 km/h AFA-Buslinie 280 (Lenk–Aegerten–Lenk) Wanderweg |
|      | Niederdorfstrasse-Brücke        | Lenk     |      | Feldwegbrücke                                                                | Balkenbrücke | Stahl    | 14         | 1023         | Balkenbrücke mit Holzfahrbahn und Holzgeländer Fahrverbot für Motorwagen, Motorräder und Motorfahrräder: Zubringerdienst gestattet Höchstgewicht 3,5 t |

### Obersimmental(ohne Lenk)
34 Übergänge überspannen den Fluss in St. Stephan, Zweisimmen und Boltigen.
| Bild | Name                           | Ort         | Lage | Funktion                                                        | Konstruktion    | Material    | Länge in m | Höhe m ü. M. | Bemerkungen |
| ---- | ------------------------------ | ----------- | ---- | --------------------------------------------------------------- | --------------- | ----------- | ---------- | ------------ | --- |
|      | Griesseneybrücke               | St. Stephan |      | Strassenbrücke (zweispurig)                                     | Bogenbrücke     | Stahl Beton | 20         | 1015         | Gebaut 2021, ersetzte sanierungsbedürftige Brücke Mountainbike-Route 1 Alpine Bike (Etappe 14 Adelboden–Zweisimmen) |
|      | Flugpiste-Tunnel               | St. Stephan |      | Tunnel                                                          | Tunnel          | Beton       | 8          | 1008         | Der Tunnel unterquert den Flugplatz St. Stephan. Mountainbike-Route 1 Alpine Bike (Etappe 14 Adelboden–Zweisimmen) und Langlaufen-Route 146 Loipe Lenk–Zweisimmen (Lenk–St. Stephan–Zweisimmen) überqueren den Tunnel.                                            |
|      | Rohrweg-Brücke                 | St. Stephan |      | Feldwegbrücke                                                   | Balkenbrücke    | Stahl       | 12         | 1006         | Balkenbrücke mit Holzfahrbahn Allgemeines Fahrverbot |
|      | Temporäre Baustellen-Brücke    | St. Stephan |      | Feldwegbrücke                                                   | Balkenbrücke    | Stahl       | 20         | 1002         | Balkenbrücke mit Holzfahrbahn Gebaut 2022 aufgrund des Hochwasserschutzprojekts Simme St. Stephan. |
|      | Unbenannte Brücke              | St. Stephan |      | Feldwegbrücke                                                   | Balkenbrücke    | Stahl       | 13         | 1000         | Balkenbrücke mit Holzfahrbahn |
|      | Hanglisbrücke                  | St. Stephan |      | Strassenbrücke (zweispurig)                                     | Bogenbrücke     | Beton       | 21         | 995          | Gebaut 2006 Mountainbike-Route 1 Alpine Bike (Etappe 14 Adelboden–Zweisimmen) Wanderweg |
|      | Am Ort-Brücke                  | St. Stephan |      | Strassenbrücke (einspurig) mit Rohrleitung an der Brückenseite  | Balkenbrücke    | Beton       | 18         | 991          | Wanderweg |
|      | Unbenannter Steg               | St. Stephan |      | Fussgänger- und Velobrücke                                      | Fachwerkbrücke  | Stahl       | 18         | 977          | Stahlbrücke mit Holzbelag Mountainbike-Route 1 Alpine Bike (Etappe 14 Adelboden–Zweisimmen) Wanderweg |
|      | Unbenannter Steg               | St. Stephan |      | Fussgängerbrücke                                                | Fachwerkbrücke  | Stahl       | 18         | 969          | Stahlbrücke mit Holzbelag |
|      | Unbenannter Steg               | St. Stephan |      | Fussgängerbrücke                                                | Balkenbrücke    | Stahl       | 21         | 967          | Stahlbrücke mit Holzbelag, gebaut 2010er Jahre Wanderweg |
|      | Unbenannte Brücke              | St. Stephan |      | Strassenbrücke (einspurig) mit Rohrleitung an der Brückenseite  | Balkenbrücke    | Beton       | 17         | 967          | Höchstgewicht 16 t |
|      | Riedstäg                       | St. Stephan |      | Fussgängerbrücke                                                | Fachwerkbrücke  | Stahl       | 18         | 965          | Stahlbrücke mit Holzbelag |
|      | Schlegelholzbrücke             | Blankenburg |      | Strassenbrücke (einspurig)                                      | Gedeckte Brücke | Holz        | 17         | 951          | Gebaut 1968, ersetzte offene Holzbrücke von 1944. Höchstgewicht 20 t, Höchsthöhe 3,8 m |
|      | Hofbrücke                      | Blankenburg |      | Fussgängerbrücke                                                | Gedeckte Brücke | Holz        | 14         | 946          | Gebaut ca. 1880 Wanderweg |
|      | MOB-Brücke                     | Zweisimmen  |      | Eisenbahnbrücke (eingleisig)                                    | Fachwerkbrücke  | Stahl       | 25         | 939          | Das Bauwerk ist ein geschütztes Objekt. Höchstgeschwindigkeit 55 km/h Bahnstrecke Montreux–Lenk im Simmental, eröffnet 1912. |
|      | Gwattbrücke (Lenkstrasse)      | Zweisimmen  |      | Strassenbrücke (zweispurig) mit Trottoir 220                    | Bogenbrücke     | Beton       | 35         | 939          | Schiefwinklige Bogenbrücke, gebaut 1922, instand gesetzt 2012 Höchstgeschwindigkeit 80 km/h Wanderweg |
|      | Gwattsteg (ehemalig)           | Zweisimmen  |      | Fussgängerbrücke                                                | Gedeckte Brücke | Holz        | 17         | 938          | Gebaut 1943, abgerissen 2000er Jahre Übergang befand sich auf dem Areal des Flugplatzes Zweisimmen. |
|      | Lischerenbrücke                | Zweisimmen  |      | Strassenbrücke (einspurig), dient lokalem Verkehr               | Gedeckte Brücke | Holz        | 15         | 931          | Gebaut ca. 1841, verstärkt 1969 Höchstgewicht 18 t, Höchsthöhe 3 m, Höchstbreite 2,5 m Veloland-Route 9 Seen-Route (Etappe 3 Gstaad–Spiez) Wanderweg Hydrologische Messstation A013 des Amts für Wasser und Abfall des Kantons Bern befindet sich bei der Brücke. |
|      | Ey-Brücke                      | Zweisimmen  |      | Strassenbrücke (einspurig)                                      | Bogenbrücke     | Stahl       | 21         | 920          | Gebaut 2020, ersetzte Fachwerkbrücke Höchstgewicht 18 t Veloland-Route 9 Seen-Route (Etappe 3 Gstaad–Spiez) Wanderweg |
|      | Under der Burg-Brücke          | Zweisimmen  |      | Strassenbrücke (einspurig) mit Rohrleitung an der Brückenseite  | Balkenbrücke    | Stahl       | 19         | 919          | Stahlbrücke mit Holzfahrbahn Höchstgewicht 18 t Wanderweg |
|      | ARA-Steg                       | Zweisimmen  |      | Fussgängerbrücke mit Rohrleitung an der Brückenseite            | Balkenbrücke    | Stahl       | 16         | 911          | Stahlbrücke mit Holzbelag Verbot für Tiere (Pferd) Wanderweg |
|      | Unbenannter Steg               | Zweisimmen  |      | Fussgänger- und Velobrücke                                      | Balkenbrücke    | Stahl       | 12         | 908          | Stahlbrücke mit Holzbelag Veloland-Route 9 Seen-Route (Etappe 3 Gstaad–Spiez) Wanderweg |
|      | Leebrücke                      | Zweisimmen  |      | Strassenbrücke (einspurig)                                      | Balkenbrücke    | Stahl Beton | 18         | 911          | Ersetzte gedeckte Holzbrücke von ca. 1870 Veloland-Route 9 Seen-Route (Etappe 3 Gstaad–Spiez) Wanderweg |
|      | Laubegg-Brücke                 | Zweisimmen  |      | Strassenbrücke (zweispurig)                                     | Balkenbrücke    | Beton       | 120        | 895          | Gebaut 2011–2013 Höchstgeschwindigkeit 80 km/h Veloland-Route 9 Seen-Route (Etappe 3 Gstaad–Spiez) Überquert auch die Bahnstrecke Spiez–Zweisimmen |
|      | Alte Laubegg-Brücke            | Zweisimmen  |      | Strassenbrücke (zweispurig) mit Rohrleitung an der Brückenseite | Balkenbrücke    | Beton       | 20         | 891          | Gebaut 1940 Zufahrtsstrasse |
|      | Kraftwerk Laubegg-Brücke       | Boltigen    |      | Werkbrücke                                                      | Balkenbrücke    | Beton       | 15         | 890          | Eröffnet 2016 Elektrisches Schiebetor verhindert Zugang für Unberechtigte. |
|      | Garstattbrücke                 | Boltigen    |      | Strassenbrücke (zweispurig)                                     | Balkenbrücke    | Beton       | 40         | 858          | Geschützte dreigelenkige Bogenbrücke von Robert Maillart, gebaut 1939/40, instand gesetzt 2010, ersetzte gedeckte Holzbrücke von 1821 Höchstgeschwindigkeit 80 km/h Veloland-Route 9 Seen-Route (Etappe 3 Gstaad–Spiez)                                           |
|      | Littisbach-Brücke              | Boltigen    |      | Fussgänger- und Velobrücke                                      | Gedeckte Brücke | Holz        | 28         | 852          | Veloland-Route 9 Seen-Route (Etappe 3 Gstaad–Spiez) Wanderweg |
|      | Wysseneybrücke                 | Boltigen    |      | Strassenbrücke (zweispurig)                                     | Balkenbrücke    | Beton       | 28         | 846          | Gebaut 2010/11 |
|      | Weissenbachbrücke              | Weissenbach |      | Strassenbrücke (einspurig)                                      | Gedeckte Brücke | Holz        | 21         | 842          | Gebaut 1857 |
|      | Grydesteg                      | Boltigen    |      | Feldwegbrücke                                                   | Balkenbrücke    | Stahl       | 21         | 831          | Stahlbrücke mit Holzfahrbahn, verstärkt und verbreitert 2011 Höchstgewicht 10 t |
|      | Schintibrücke                  | Boltigen    |      | Strassenbrücke (einspurig)                                      | Balkenbrücke    | Stahl       | 20         | 826          | Stahlbrücke mit Holzfahrbahn, verstärkt und Fahrbahnplatte erneuert 2011 Höchstgewicht 10 t Veloland-Route 9 Seen-Route (Etappe 3 Gstaad–Spiez) Wanderweg |
|      | Aegertibrücke (Boltigenbrücke) | Boltigen    |      | Strassenbrücke (einspurig)                                      | Gedeckte Brücke | Holz        | 17         | 816          | Gebaut 1989, ersetzte erste «Hüslibrugg» von 1851. Höchsthöhe 3,9 m Veloland-Route 9 Seen-Route (Etappe 3 Gstaad–Spiez) Wanderweg |
|      | Unbenannte Brücke              | Boltigen    |      | Strassenbrücke (einspurig)                                      | Balkenbrücke    | Stahl       | 19         | 808          | Private Stahlbrücke mit Holzfahrbahn ohne Geländer, nicht mehr passierbar |
|      | Mattenbrücke                   | Boltigen    |      | Strassenbrücke (einspurig)                                      | Gedeckte Brücke | Holz        | 19         | 808          | Gebaut 1981, ersetzte über hundert Jahre alte «Hüslibrugg». Wanderweg |

### Niedersimmental
26 Brücken überspannen den Fluss von Oberwil im Simmental bis Wimmis.
| Bild | Name                                                 | Ort                                             | Lage | Funktion                                                       | Konstruktion    | Material    | Länge in m | Höhe m ü. M. | Bemerkungen |
| ---- | ---------------------------------------------------- | ----------------------------------------------- | ---- | -------------------------------------------------------------- | --------------- | ----------- | ---------- | ------------ | --- |
|      | Pfaffenriedbrücke («Enge-Steini-Brücke»)             | Oberwil im Simmental                            |      | Strassenbrücke (einspurig)                                     | Gedeckte Brücke | Holz        | 17         | 798          | Gebaut 1899, renoviert 1951, saniert 2003/04 Das Bauwerk ist ein geschütztes Objekt. Höchstgewicht 3 t, Höchsthöhe 2,6 m Wanderweg |
|      | Unbenannte Brücke                                    | Oberwil im Simmental                            |      | Strassenbrücke (zweispurig)                                    | Balkenbrücke    | Beton       | 24         | 791          | Gebaut 1980er Jahre |
|      | Tächenbrücke (Heidenweidlibrücke)                    | Oberwil im Simmental                            |      | Strassenbrücke (einspurig)                                     | Gedeckte Brücke | Holz        | 21         | 782          | Gebaut 1957 Höchstgewicht 16 t Die hydrometrische Messstation Simme - Oberwil (2151) vom Bundesamt für Umwelt (BAFU) befindet sich flussaufwärts auf der linken Flussseite. |
|      | Ey-Steg                                              | Oberwil im Simmental                            |      | Fussgängerbrücke mit Rohrleitung an der Brückenseite           | Balkenbrücke    | Stahl       | 18         | 770          | Defekter Steg mit Holzbelag |
|      | Hängebrücke Oberwil                                  | Oberwil im Simmental                            |      | Fussgänger- und Velobrücke                                     | Hängebrücke     | Stahl       | 78         | 773          | Gebaut 2018 Überquert auch die Hauptstrasse 11. Hinweistafel: Schaukeln, spielen oder rennen auf der Brücke ist strengstens untersagt. Besteigen der Geländer, Stützen und Seile ist strengstens verboten.                                                                                   |
|      | Brüggmatte-Brücke                                    | Oberwil im Simmental                            |      | Strassenbrücke (einspurig)                                     | Gedeckte Brücke | Holz        | 21         | 762          | Die alte Laubeggbrücke wurde um 1939 hier wieder aufgebaut. Höchstgewicht 5 t, Höchsthöhe 2,6 m |
|      | Weissenburgbrücke                                    | Weissenburg im Simmental – Oberwil im Simmental |      | Strassenbrücke (einspurig)                                     | Gedeckte Brücke | Holz        | 30         | 742          | Gebaut 2019, ersetzte «Hüslibrücken» von 1741 und 1936. Wanderweg |
|      | Chlosterbrücke                                       | Därstetten                                      |      | Strassenbrücke (einspurig)                                     | Gedeckte Brücke | Holz        | 22         | 722          | Eröffnet 1949, ersetzte baufällige Notbrücke und einen alten Übergang, der 1944 bei Hochwasser weggerissen wurde. Veloland-Route 9 Seen-Route (Etappe 3 Gstaad–Spiez) Wanderweg |
|      | Wilerbrücke                                          | Därstetten                                      |      | Strassenbrücke (einspurig) mit Rohrleitung an der Brückenseite | Balkenbrücke    | Beton       | 28         | 711          | Gebaut 1980, ersetzte gedeckte Holzbrücke von 1888 Die Brücke befindet sich im national geschützten Auengebiet Niedermettlisau. |
|      | Ringoldingenbrücke                                   | Erlenbach im Simmental                          |      | Strassenbrücke (einspurig)                                     | Gedeckte Brücke | Holz        | 21         | 697          | Gebaut 1934, verstärkt und renoviert 1952 Höchstgewicht 10 t, Höchsthöhe 3,3 m Veloland-Route 9 Seen-Route (Etappe 3 Gstaad–Spiez) Wanderweg |
|      | Steinibrücke (Seewlen)                               | Erlenbach im Simmental                          |      | Strassenbrücke (einspurig) mit Rohrleitung an der Brückenseite | Balkenbrücke    | Beton       | 24         | 689          | Veloland-Route 9 Seen-Route (Etappe 3 Gstaad–Spiez) Wanderweg |
|      | Kraftwerk Erlenbach Rohrträger- und Fussgängerbrücke | Erlenbach im Simmental                          |      | Rohrleitungsbrücke Fussgängerbrücke                            | Bogenbrücke     | Stahl       | 36         | 683          | Übergang ist nicht behindertengerecht (Treppen). |
|      | Kraftwerk Erlenbach Wehrbrücke                       | Erlenbach im Simmental                          |      | Wehrbrücke                                                     | Balkenbrücke    | Beton       | 36         | 683          | Übergang ist nicht behindertengerecht (Treppenstufen). |
|      | Wydi-Brücke                                          | Erlenbach im Simmental                          |      | Strassenbrücke (einspurig)                                     | Balkenbrücke    | Beton       | 26         | 681          | Gebaut 1991 Fahrverbot für Motorwagen und Motorräder: Zubringerdienst gestattet Höchstgewicht 28 t Veloland-Route 9 Seen-Route (Etappe 3 Gstaad–Spiez) Wanderweg |
|      | Simmentalbahn-Brücke                                 | Erlenbach im Simmental                          |      | Eisenbahnbrücke (eingleisig)                                   | Balkenbrücke    | Stahl Beton | 60         | 680          | Gebaut 1952, ersetzte Brücke von 1896 Höchstgeschwindigkeit 60 km/h Bahnstrecke Spiez–Zweisimmen, Streckenabschnitt Spiez–Erlenbach eröffnet 1897 Flussabwärts der Brücke befindet sich das national geschützte Auengebiet Wilerau.                                                          |
|      | Oeybrücke (Diemtigtalstrasse)                        | Latterbach – Oey                                |      | Strassenbrücke (zweispurig) mit Trottoirs 1117                 | Balkenbrücke    | Beton       | 50         | 668          | Eröffnet 1973, ersetzte gedeckte Holzbrücke von 1843. Höchstgeschwindigkeit 50 km/h Wanderweg Die hydrometrische Messstation Simme - Latterbach (2488) vom Bundesamt für Umwelt (BAFU) befindet sich 80 m flussabwärts auf der linken Flussseite.                                            |
|      | Rohrträger-Brücke                                    | Latterbach – Oey                                |      | Rohrleitungsbrücke                                             | Bogenbrücke     | Stahl       | 22         | 663          | |
|      | Unbenannte Brücke                                    | Latterbach – Oey                                |      | Fussgänger- und Velobrücke                                     | Hängebrücke     | Stahl       | 42         | 655          | |
|      | Burgholzbrücke                                       | Latterbach – Oey                                |      | Strassenbrücke (zweispurig)                                    | Balkenbrücke    | Beton       | 78         | 648          | Eröffnet 1982, saniert 2015 Schleudergefahr bei vereister Fahrbahn Höchstgeschwindigkeit 50 km/h Flussabwärts der Brücke befindet sich das national geschützte Auengebiet Brünnlisau. |
|      | Rohrträger-Brücke                                    | Latterbach – Oey                                |      | Rohrleitungsbrücke                                             | Fachwerkbrücke  | Stahl       | 30         | 638          | |
|      | Stauwehr Port-Brücke                                 | Wimmis                                          |      | Wehrbrücke                                                     | Balkenbrücke    | Beton       | 30         | 631          | Stauwehr, gebaut 1906 |
|      | Alte Portbrücke                                      | Wimmis                                          |      | Fussgängerbrücke                                               | Bogenbrücke     | Stein       | 30         | 630          | Ritter’sche Korbbogen-Steinbogenbrücke mit Kopfsteinpflasterfahrbahn, zweimal gebaut und 1767 eröffnet, umfassend restauriert 2008, ersetzte Holzbrücke von 1740, die 1764 durch Unwetter zerstört wurde. Das Bauwerk ist ein geschütztes Objekt. Metallpoller dienen als Durchfahrtssperre. |
|      | Portbrücke                                           | Wimmis                                          |      | Strassenbrücke (zweispurig) mit Trottoir                       | Bogenbrücke     | Stein       | 49         | 630          | Gebaut 1939 Höchstgeschwindigkeit 60 km/h STI-Buslinie 55 (Thun–Reutigen–Wimmis) PostAuto-Buslinie M26 (Thun–Gwatt–Wimmis–Oey-Diemtigen) |
|      | Simmebrücke Wimmis (A6-Autostrasse)                  | Wimmis                                          |      | Autostrassenbrücke (zweispurig)                                | Balkenbrücke    | Stahl Beton | 175        | 630          | Sprengwerkartige Balkenbrücke, gebaut 2001–2004 Höchstgeschwindigkeit 80 km/h Die Brücke überquert auch die Simmentalstrasse 227. |
|      | Brodhüsibrücke                                       | Wimmis                                          |      | Fussgänger- und Velobrücke                                     | Gedeckte Brücke | Holz        | 43         | 607          | Gebaut 2007/08, ersetzte Steg, der im Unwetter 2005 weggerissen wurde. Fahrverbot für Motorwagen und Motorräder Wanderweg Flussabwärts der Brücke befindet sich das national geschützte Auengebiet Augand.                                                                                   |
|      | Reutigen-Brücke                                      | Wimmis                                          |      | Fussgänger- und Velobrücke                                     | Gedeckte Brücke | Holz Beton  | 108        | 610          | Gedeckte Holzbrücke auf Betonpfeiler, gebaut 1988/89 Fahrverbot für Motorwagen und Motorräder Verbot für Tiere (Pferd) Veloland-Route 64 Lötschberg–Jura (Etappe 1 Kandersteg–Thun) |
|      | Reutigen-Steg (ehemalig)                             | Wimmis                                          |      | Fussgängerbrücke                                               | Balkenbrücke    |             | 40         | 592          | Gebaut 1920er Jahre, abgerissen 2010er Jahre Wanderweg |